# Versend
Versend es un pueblo ubicado en el distrito de Bóly, en el condado de Baranya, Hungría.

## Superficie
Posee una superficie de 14,13 kilómetros cuadrados.

## Demografía
Hasta 2019 la población era de 919 habitantes, con una densidad de población de 65,04 habitantes por kilómetro cuadrado.